# Live Forever
Live Forever er en komposition af det britiske band Oasis. Nummeret som indgår på albummet Definitely Maybe, men som også blev udgivet som single, er skrevet af guitaren Noel Gallagher. Nummeret blev i 1994 produceret af Mark Coyle, Noel Gallagher og Owen Morris i Clear Studios, Manchester, England, og udgivet som tredje single d. 8 august 1994, blot kort før udgivelsen af debuten Definitely Maybe. 
Noel Gallagher skrev nummeret i 1991 før han sluttede sig til Oasis; han var inspireret af nummeret "Shine a Light" af The Rolling Stones. Live Forever byder på en ”basic song structure” samt en tekst med et optimistisk syn, som stod i kontrast til grungebølgens indstilling, som var populær på daværende tidspunkt. Live Forever var den første Oasis single som gik ind på den engelske top 10, og nummeret forblev på hitlisten i over et år efter, ligesom den også mødte positiv kritik fra både fans og anmeldere.

## Baggrund
Noel Gallagher skrev nummeret i 1991 før han sluttede sig til Oasis; han var inspireret af nummeret Shine a Light af The Rolling Stones. Live Forever byder på en ”basic song structure” samt en tekst med et optimistisk syn, som stod i kontrast til grungebølgens indstilling, som var populær på daværende tidspunkt. Live Forever var den første Oasis single som gik ind på den engelske top 10, og nummeret forblev på hitlisten i over et år efter, ligesom den også mødte positiv kritik fra både fans og anmeldere. 
Baggrund 
Noel Gallagher skrev nummeret Live Forever i 1991, mens han arbejde for en byggefirma i hans hjemby Manchester. Efter at hans var blevet knust af et rør i en ulykke, fik han tilbudt en mindre krævende job i firmaets lagerum, hvilket gav ham mere tid til at skrive sange. En aftenen lyttede han til albummet Exile on Main St. af The Rolling Stones. Mens han spillede noget af sine eget, lagde han mærke til at det lød godt mod en af ” the vocal melodies” fra albummet: "It was the bit from 'Shine a Light' that goes [synger], 'May the good lord shine a light on you,'" huskede Gallagher. Han inkorporerede melodien, og ændrede linjen til "Maybe I don’t really want to know". I et stykke tid var det det eneste Noel havde færdiggjort. 
Senere spillede Gallagher sangen for sin lillebror Liam Gallagher, bandets sanger. Liam var imponeret og spurgte om Noel ville slutte sig til sit band, Oasis. Nummeret hjalp bandet senere med at sikre sig en kontrakt med Creation Records. Da bandets manager, Alan McGee huskede tilbage på da han første gang hørte nummeret, huskede han: "It was probably the single greatest moment I've ever experienced with them."
Demo versionen af Live Forever begynder med en akustisk guitar intro, men under indspilningen af sangen erstattede produceren Owen Morris denne intro med trommer, som det nu høres på den endelige version på Definitely Maybe. Han klipper også en del af Noel guitar solo. Skønt Noel blev irriteret, syntes Morris at det lød "a bit like fucking Slash from Guns N' Roses".

## Track lister
Tekst mangler, hjælp os med at skrive teksten

## Engelsk trackliste
CD CRESCD 185 
1. "Live Forever" – 4:38
2. "Up In The Sky" (Acoustic) – 3:32
3. "Cloudburst" – 5:21
4. "Supersonic" (Live) – 5:12

7" CRE 185 
1. "Live Forever" – 4:38
2. "Up In The Sky" (Acoustic) – 3:32

12" CRE 185T 
1. "Live Forever" – 4:38
2. "Up In The Sky" (Acoustic) – 3:32
3. "Cloudburst" – 5:21

Cassette CRECS 185 
1. "Live Forever" – 4:38
2. "Up In The Sky" (Acoustic) – 3:32

- I strid med hvad der er angivet på omslaget, er live versionen af Supersonic optaget  under en koncert på Gleneagles Hotel, Scotland d. 6 februar 1994, og ikke i april 1994.

## Europæisk trackliste
CD HES 660689 2 
1. "Live Forever" (Radio Edit) – 3:43
2. "Live Forever" – 4:37
3. "Up In The Sky" (Acoustic) – 3:32
4. "Cloudburst" – 5:21
5. "Supersonic" (Live) – 5:10

## Musikere
- Liam Gallagher – vokal
- Paul "Guisy" – bas
- Noel Gallagher – guitar og vokal
- Paul Bonehead Arthurs – guitar
- Tony McCaroll – trommer